# جايتانا
جايتانا أو جوايتيبان أو لا جايتانا أو كاكاسيا جايتانا (بالإنجليزية: Gaitana)‏ هي امرأة من القرن السادس عشر من يالكون من إدارة هويلا في إقليم تيمانا، كولومبيا وقائدة قادت في الفترة ما بين 1539-1540 السكان الأصليين لوادي نهر ماجدالينا في كولومبيا أثناء المقاومة المسلحة ضد الاستعمار الإسباني للأمريكتين. يقف نصبها التذكاري الذي نحته رودريغو أريناس في نيفا بعاصمة إدارة هويلا في كولومبيا.

## حقبة ما قبل كولومبيا

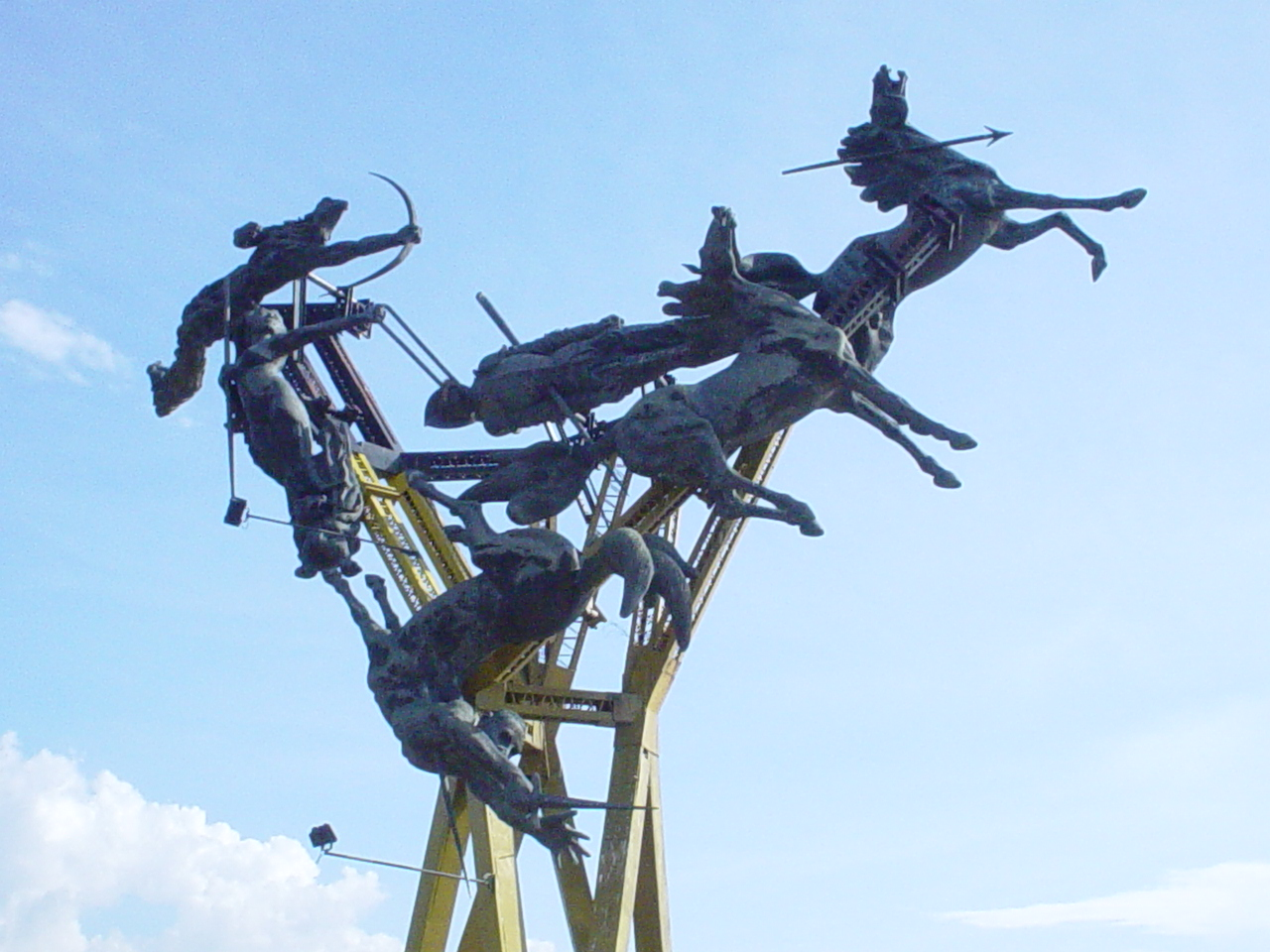
نصب جايتانا التذكاري الذي نحته رودريغو أريناس في نيفا بعاصمة إدارة هويلا في كولومبيا

جاء وفقًا لمؤلرخي حقبة الإمبراطورية الإسبانية أن العديد من الشعوب الأصلية المختلفة كانوا يسكنون الأراضي المعروفة الآن بإدارة هويلا. كانت قبائل اليالكون (مع ما يقرب من 6000 محارب)، وأفيراما، وبيناو، وجواناكا وبايز يعيشون شمال نهر ماجدالينا، ثم تمركزوا لاحقًا حول نهر لا بلاتا. عاشت

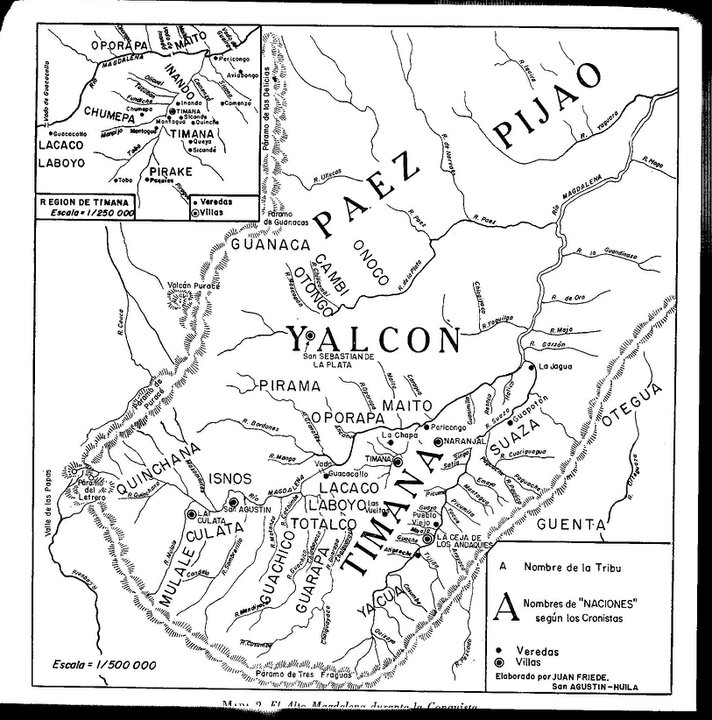
خريطة للسكان الأصليين في جنوب هويلا

قبائل الأنداكي وتيمانا جنوب النهر، بينما عاشت قبائل بيجاو شرق النهر.

## بيدرو دي اناسكو
كان بيدرو دي اناسكو غازيًا إسبانياً، أرسله سباستيان حاكم بيلكازار لتأسيس قرية في إقليم ما يعرف اليوم باسم تيمانا، من أجل إنشاء طريق تجاري عبر وادي نهر ماجدالينا.
دعا دي اناسكو جميع زعماء السكان الأصليين وطالبهم بدفع الضرائب. لم ترضخ قبيلة يالكون، بقيادة شاب ووالدته كاكاسيا جايتانا لدفع الضريبة، مما جعل دي اناسكو يقرر أن يجعلها عبرةً بإصدار أمر بإحراق ابنها على قيد الحياة.

## الانتقام
تسبب إعدام ابن جايتانا في غضب كبير بين القبائل الأصلية، الذين قرروا التعاون مع بعضهم البعض لتوحيد قواهم ضد الإسبان. شنّ مقاتلي القبائل هجومًا مفاجئًا على إيناسكو ورجاله أُعدم فيه الرجال وأُزيلت عينا إناسكو وتم سحبه حول القرية حتى مات.

## الخيانة
خان أحد زعماء السكان الأصليين، كاسيك ماتامبو، قوات السكان الأصليين المنظمة حيث حذّر ماتامبو الأسبان من خطط القبائل ضدهم وأرسل إليهم خبر سحق قوات السكان الأصليين مما أدّى إلى القضاء على السكان الأصليين الباقين بالتدريج بسبب العبودية والجدري وغير ذلك من الأمراض الأوروبية.